# Kulusuk
65°34′N 37°11′V / 65.567°N 37.183°V
Kulusuk er en Østgrønlandsk bygd med 241 indbyggere (2020) på øen Kulusuk i Ammassalik Fjord og nabobygd til Tasiilaq. Kulusuk ligger i den nuværende Sermersooq Kommune. Bygden på den lille klippeø er omgivet af isbjerge og fjelde.
Hovederhvervene er fangst og fiskeri, arbejde i lufthavnen, turisme, suppleret med husflidsproduktion.
I Kulusuks skole, Kulusumi Alivarpi, går der omkring 50 elever. Efter at have afsluttet 7. klasse skal eleverne på en videregående skole, normalt i Tasiilaq. Derudover er der i Kulusuk for eksempel, butik, daginstitution, alderdomshjem, vandrehjem,  servicebygning, posthus, forsamlingshus, sygehus, kirke og museum. Der er også et hotel i lufthavnen
Ca. 3 km uden for Kulusuk ligger Østgrønlands internationale lufthavn, Kulusuk Lufthavn som  blev anlagt som flybase af amerikanerne i 1956 i forbindelse med oprettelsen af flyvarslingssystemet (DEW Line, hvor stationen i Kulusuk hed "DYE 4".

## Historie
Østgrønlænderne levede oprindeligt som nomader, så det vides ikke, hvor længe Kulusuk har været beboet.
I 1909 blev Kulusuk officielt etableret som et missionssted. Der blev opført en gul missionsbygning på 53 m², hvor der var indrettet en kirke, en skolestue og en lejlighed til kateketen og hans familie.
I 1920 boede der 74 mennesker i Kulusuk, hvoraf syv var vestgrønlændere. Blandt beboerne var elleve jægere. Bortset fra kateketen boede befolkningen i tre grønlandske huse. 
I 1925 blev der bygget et nyt skolekapel. I 1930 var befolkningen allerede steget til 165 mennesker, hvilket gjorde Kulusuk til den største by i Østgrønland på det tidspunkt. I 1940 boede 133 mennesker i Kulusuk og i 1950 var der 197. I 1951 oprettede Den Kongelige Grønlandske Handel en butik i Kulusuk, selvom stedet ikke officielt var udsted . 
I 1960'erne blev næsten hele landsbyen renoveret, og der blev bygget adskillige nye lejligheder. I løbet af denne tid steg befolkningen betydeligt, da den største del af befolkningen fra øen Saqqisikuik genbosatte sig i Kulusuk. 1960 boede 258 mennesker på plads. I 1966 blev der bygget en ny skole, som blev udvidet i 1976, fordi antallet af indbyggere allerede i 1970 var steget til 390 personer. I 1966 blev der bygget et snedkerværksted og i 1967 en ny butik. Samme år blev der bygget et kraftværk, men det forsynede kun anlæg som kirken med strøm, men ikke husene. I denne tid levede indbyggerne af sæl- og fiskerifiskeri, selvom fangsttallene blev anset for at være ret ringe. Et saltværk blev bygget i 1957 og et andet i 1966. 

Det oprindelige navn på Kulusuk er Qulusuk. Fordi danskerne ikke kunne udtale stednavnet, blev Q'et erstattet med et K . Dette gør Kulusuk til det eneste sted i Grønland, der officielt blev omdøbt af denne grund. Navnet blev efterfølgende overtaget af den grønlandske befolkning.